# Uygur (distrito)
Uygur (em cazaque:  Ұйғыр ауданы, Uıgyr aýdany) é um distrito da região de Almaty no Cazaquistão. O centro administrativo do distrito é a aldeia de Chundzha. A população do dristrito é de 62 316 (2013 estimativa); e era de 60,792 (Resultados do Censo 2009); e 62,981 (Resultados do Censo de 1999).